# Ria Joy
Ria Joy was de artiestennaam van de zangeres Maria Laarman (Amsterdam, 13 maart 1924 - Amstelveen, 26 juli 2001) uit Amstelveen.

## Carrière
Vlak na de oorlog in 1945 werd zij bekend als Ria Joy bij in Oost Groningen gelegerde geallieerde militairen door haar optredens in een club in Winschoten met een combo o.l.v. de pianist Guus van Maanen, met clarinettist Pardy Leopold en bassist Jochem de Molenaar.
Twee jaar later kwam Ria bij “The Rhythm Club”, die in 1947 ook al voor de AVRO-radio optrad.
Daar zong zij samen met de zanger-bassist Henk Scheffer, die met de gitarist Herman Vis de groep leidde. De pianist van deze combo, Guus van Maanen was van 1949 tot 1951 haar echtgenoot. Na het uiteengaan van The Rhythm Club in 1950 heeft ze nog korte tijd gezongen bij The Atlantic Quintet in Amerikaanse officiers-clubs in Duitsland. 
Radio-uitzendingen voor de AFN, AVRO, VARA en Wereld-Omroep.
Terug in Nederland vroeg de trompettist Willy Schobben haar in 1953 om in zijn orkest te komen zingen voor de AVRO-radio.
Na haar huwelijk met Ted Heinrichs in 1954 en de geboorte van hun dochter Anja in 1955 werd Ria bekend voor bezoekers van “de Palermo” in Amsterdam bij het orkest van Johnny Millstone in 1955 en bij het Titania Orkest in 1956 met Aart Zegveld (tenorsax en accordeon), Wim Jongbloed (piano), Bert Visser (gitaar en zang), Theo Koppes (bas) en Arie Hessing (drums).

## Grammofoonplaten
In 1958 stopte Ria met optredens, maar in 1972 vroeg de clarinettist Ad van den Hoed haar als vocaliste bij vier stukken voor zijn LP “'s Wonderful”. Skip Voogd attendeerde mensen in de platenindustrie op de door hem destijds gemaakte opnamen van Ria Joy met dit kwartet van Ad van den Hoed, met Rinus van Galen en met het trio van Lex Jasper.
Zo verschenen er vijf LP's, deels onder haar naam:
“Ad van den Hoed” (1973-RCA INTS-1428),
“Joy Riding” (1974-CBS 53049),
“Swingcerely Yours” (1974-Emigold 038D-25883),
“Enjoy Yourself” (1975-BASF 14-25553-0),
“Come Rain or Come Shine” (1976-Atlantic ATLN 50-360).
Door deze platen kreeg ze incidenteel nog enkele optredens/uitzendingen voor de NCRV-radio.
In het begin van de jaren negentig heeft ze zich na het overlijden van haar man helemaal uit de muziek en de publiciteit terug getrokken.